# Fălticeni
Fălticeni is een stad (oraș) in het Roemeense district Suceava. De stad telde 23.902 inwoners in 2021, en is daarmee het derde grootste stedelijke centrum van de provincie. De stad bestaat uit drie plaatsen: 
- Fălticeni (centrum)
- Țarna Mare
- Șoldanești

Fălticeni werd in 1995 uitgeroepen tot gemeente, samen met twee andere plaatsen in deze provincie: Câmpulung Moldovenesc en Rădăuți. Voor Fălticeni tot gemeente werd uitgeroepen, was het de zetel van het district Baia. Fălticeni staat bekend als de geboorteplaats, woonplaats of studeerplaats van vele Roemeense wetenschappers. 
De plaatselijke voetbalclub was Foresta Fălticeni.

## Historisch
De eerste schriftelijke vermelding van Fălticeni dateert van 15 maart 1490, toen penningmeester Isac het dorp Fulticenii kocht voor 200 boerenzloty. De tweede vermelding is van 12 maart 1554, toen Alexandru Lăpușneanu het landgoed schonk aan het Moldovița-klooster. Fălticeni werd pas een stad in 1779 volgens de aantekeningen van Vasile van Cazania van de Fălticeni-vechi-kerk. 